# جزيرة بيتوندان الكبرى
جزيرة بيتوندان الكبرى أو جزيرة بيلانغي وهي جزيرة من جزر إندونيسيا، وتقع في إقليم جاكارتا، في بولاو سيريبو ضمن شمال الجزر الألف.